# Paramécie
Genre
Les paramécies sont des eucaryotes unicellulaires constituant le genre Paramecium, de la famille des Parameciidae (embranchement des Ciliés, division des Alvéolés).
Certaines espèces, dont P. caudatum (en), sont souvent utilisées comme organisme modèle dans les laboratoires de microbiologie. On les élevait autrefois sous forme d'infusoires pour les besoins scolaires (découverte des micro-organismes en sciences naturelles), ou en aquariophilie pour nourrir les alevins.
Le terme paramécie dérive du grec παραμήκης / paramêkês (« oblong, ovale »).

## Description

Schéma représentant une paramécie. Légende : 1 - vacuole pulsatile, 2 - canaux radiaux, 3 -vacuole alimentaire, 4 - macronoyau, 5 - micronoyau, 6 - cils vibratils, 7 - péristome, 8 - cytopharynx, 9 - cytostome, 10 - cytoprocte.

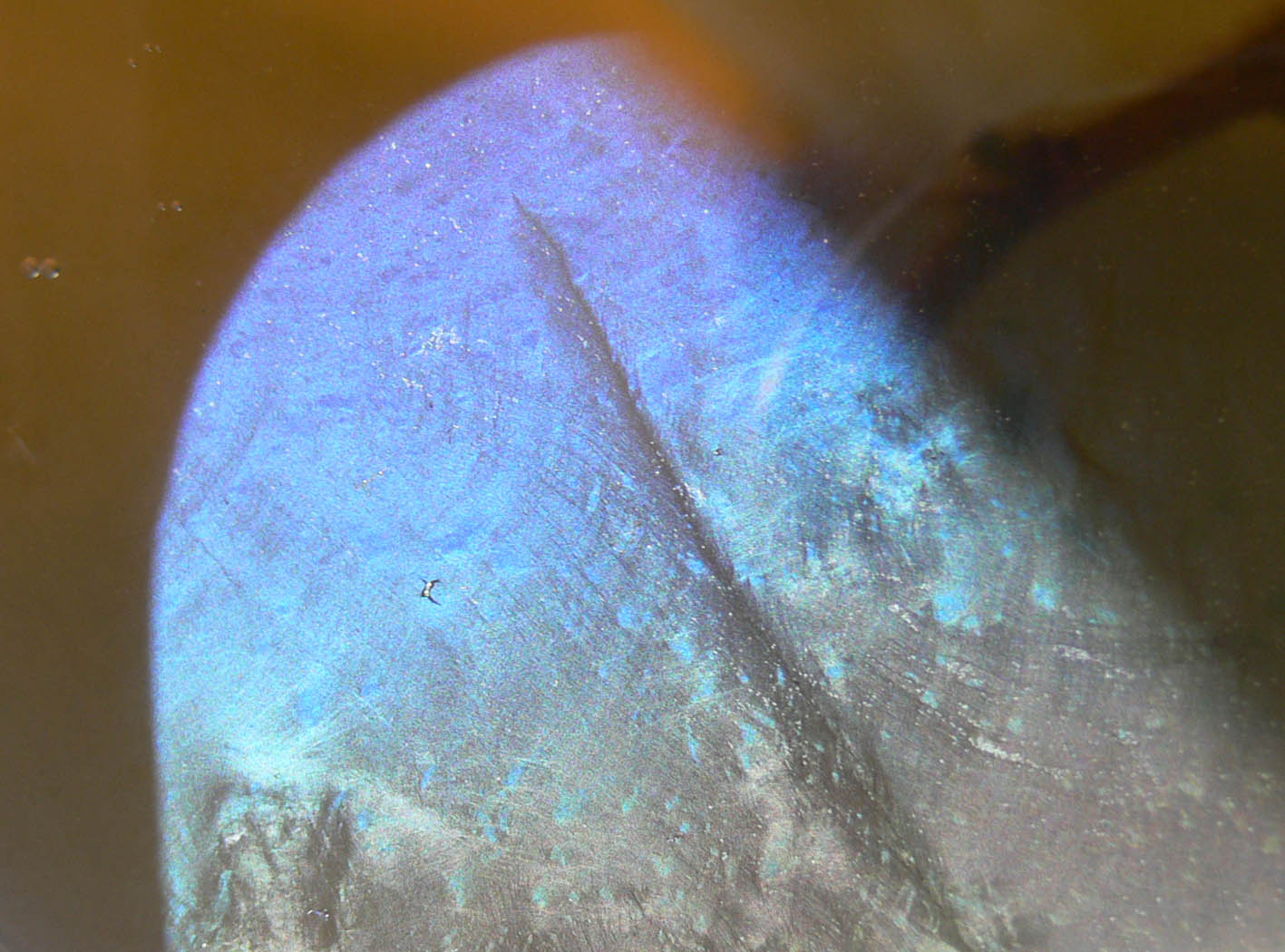
Biofilm caractéristique des cultures d'infusoire, irisé par la polarisation de la lumière réfléchie

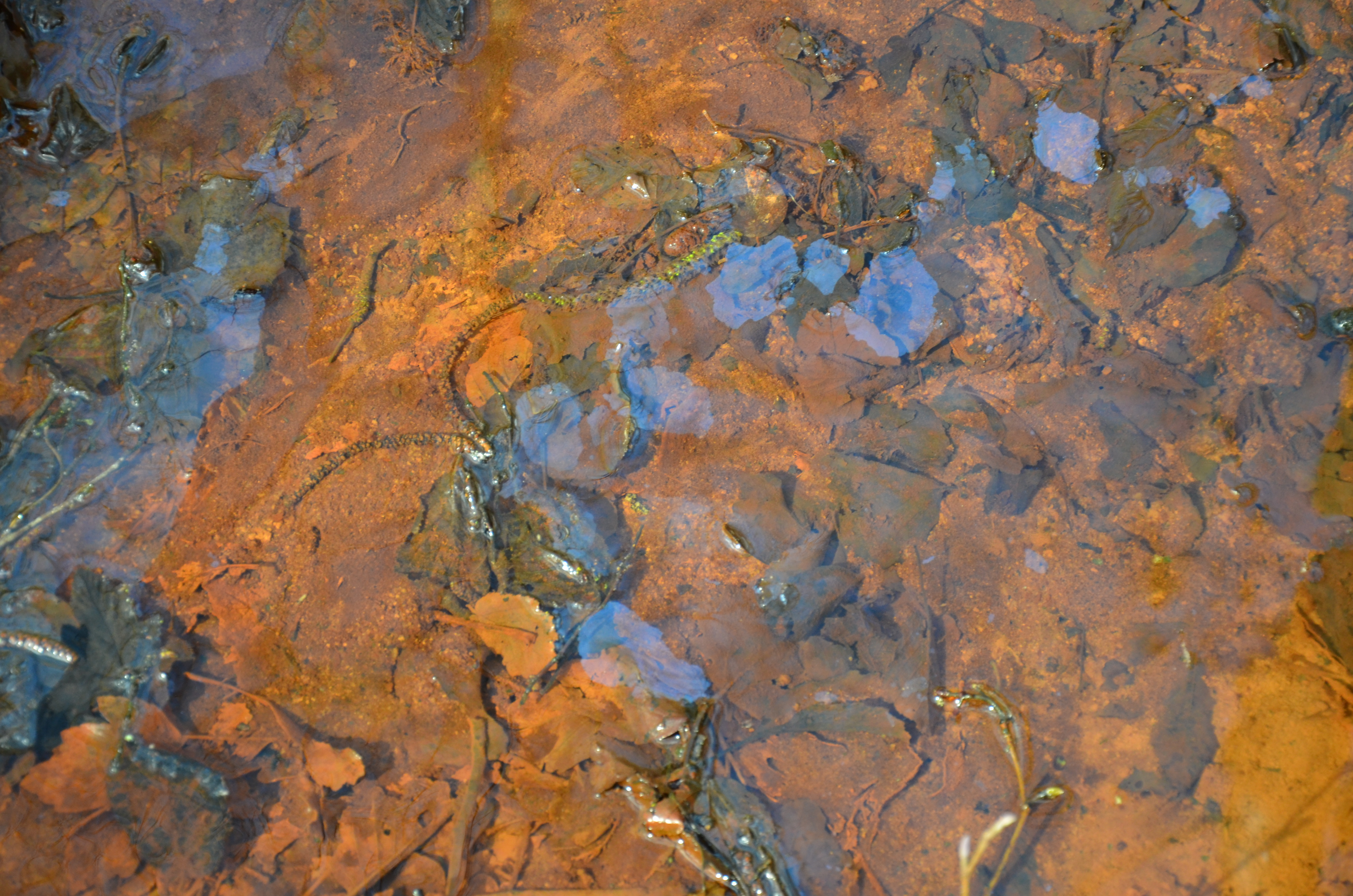
Infusoires, dans la nature, ici en surface d'une eau ferrugineuse et riche en feuilles mortes (eau issue de la nappe du sable du landénien), début avril en Forêt domaniale de Flines-lès-Mortagne

La taille de la cellule varie de 0,1 à 0,3 mm de long suivant les espèces.
La paramécie utilise des cils pour se déplacer et se nourrir (essentiellement de bactéries, par phagocytose) :
- la ciliature somatique, qui recouvre la cellule et bat de façon synchronisée, lui permet de se déplacer ;
- une ciliature orale distincte couvre la grande invagination ventrale en forme d'entonnoir, le péristome, qui mène jusqu'au cytostome (la bouche).

## Apparence
Paramecium
Les cellules de paramécie sont d'apparence allongée et, sur la base de cette forme, ont été divisées en deux groupes : aurelia et bursaria, selon "The Biology of Paramecium, 2e édition". (Springer, 1986). Le type morphologique aurelia est oblong, ou en forme de « cigare », avec une extrémité postérieure quelque peu effilée. Bursaria, quant à elle, représente des cellules en forme de « pantoufle ». Ils ont tendance à être plus courts et leur extrémité postérieure est arrondie.[réf. nécessaire]

## Génétique
Les paramécies ont, comme les mitochondries, la particularité de présenter des exceptions à l'universalité du code génétique.

## Habitat
Les paramécies vivent isolées en eau douce, mais peuvent produire des biofilms caractéristiques quand leur nourriture est abondante (généralement en contexte d'eutrophisation locale et momentanée due à la décomposition de feuilles mortes). Elles peuvent être trouvées en abondance dans les étangs, de petits cours d'eau lents, et en biofilm en surface de flaques ou d'eaux stagnantes (en présence de végétaux morts).
Elles font partie des « infusoires » des anciens auteurs, nom qui provient du fait qu'elles apparaissent en grand nombre dans les infusions de végétaux (foins, thé, peaux de fruits, etc.), rendant leur culture et leur étude aisées.

## Biologie

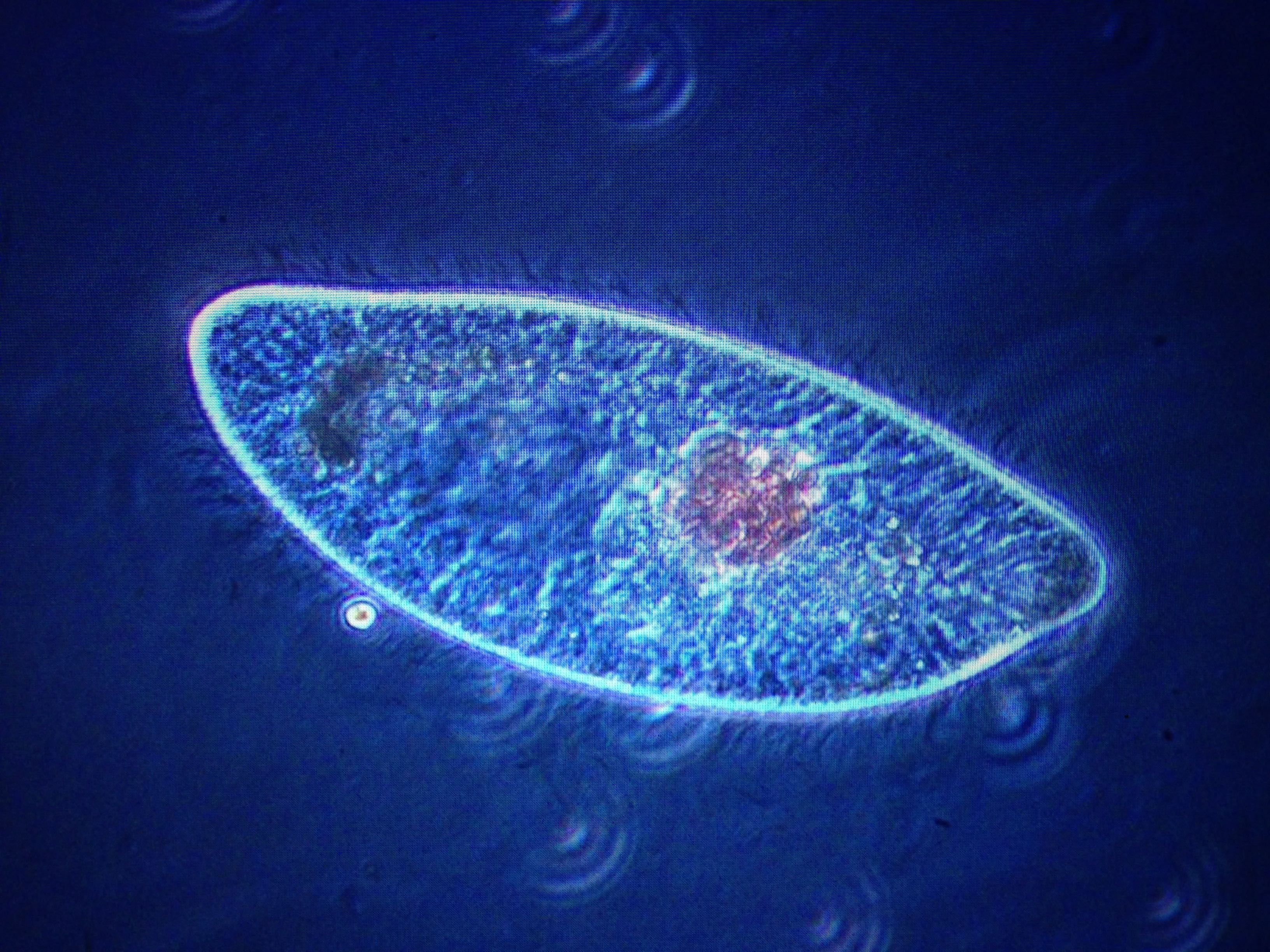
Paramecium caudatum, dont la vacuole digestive est marquée au rouge congo.

Vivant dans un milieu hypotonique par rapport à son cytoplasme, la cellule absorbe constamment l'eau de son environnement par osmose. L'excès d'eau dans le cytoplasme est alors évacué grâce à des vacuoles pulsatiles, où le cytoplasme se contracte périodiquement pour expulser l'eau à travers la membrane plasmique. (Un pore est mis en place au-dessus de la vacuole en systole, ce de manière temporaire.)
Comme la plupart des ciliés, la paramécie présente la particularité d'avoir un appareil nucléaire en deux parties : un (ou plusieurs) petit noyau, le micronucleus, et un gros noyau, le macronucleus. Le premier assure les fonctions sexuelles indispensables pour engendrer des variations génétiques alors que le second dirige les fonctions trophiques quotidiennes et la multiplication asexuée, c'est un organisme qui est diplobionte (cycle de reproduction diplobiontique). La reproduction de la paramécie est asexuée, elle se fait par scissiparité.
Pour vivre, la paramécie effectue des échanges de matière par diffusion avec le milieu extérieur. La digestion se fait dans la cellule, grâce à un système de vacuoles spécialisées.

## Histoire scientifique

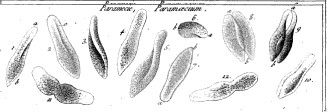
Fig. 1. Tableau encyclopédique et méthodique des trois règnes de la nature, 1791

L'histoire scientifique des paramécies se confond avec celle des infusoires, qui ont fait partie des espèces microscopiques unicellulaires les plus étudiées depuis le XVIIIe siècle, après l'invention du microscope et quand les hygiénistes ont rendu les microbes particulièrement intéressants pour le grand public, les enseignants, les élèves et les scientifiques.
Elles sont l'un des premiers organismes à avoir été observé au microscope.

### XVIIIesiècle
La première description de paramécie date du XVIIIe siècle (Fig. 1).
Les premiers observateurs croient à une génération spontanée, ou pensent que les végétaux morts se décomposent en ces petits animalcules. Certains croient voir des accouplements ou des œufs, des vésicules séminales ou des ovaires (qui sont en fait des vacuoles que l'on peut colorer) et des pontes (probablement des « exudations de sarcodes » ou vacuoles perdues par des organismes morts). Ces erreurs seront peu à peu corrigées et l'étude des infusoires contribuera à fournir des preuves de plus de la validité de l'axiome Omne vivum ex ovo (inexistence de la génération spontanée). Différents auteurs ont observé des infusions de foin, de blé, d'avoine, de poivre, de thé, etc. et cherché à distinguer les infusoires d'autres catégories d'animalcules (brachions notamment).
En 1744, Trembley découvre que certains infusoires peuvent parasiter ou coloniser d'autres organismes tels que l'hydre d'eau douce et décrit aussi des organismes « vorticelliens » en distinguant dans ce groupe ce qu'il nomme « polypes à bulbes » et « polype à bras ».
En 1752, dans un essai sur l'histoire naturelle, Hill commence à chercher à donner des noms scientifiques aux infusoires, mais sa tentative de classification sera rapidement oubliée
En 1754, Joblot se passionne pour les microorganismes aquatiques et produit quelques bonnes descriptions à partir du microscope, mais assorties à des dénominations personnelles et des commentaires fantaisistes, et en mélangeant les infusoires avec d'autres groupes d'espèces.
En 1764, Wrisberg publie des observations sur la nature des animalcules infusoires (1re dénomination de ce type)
En 1758 (puis 1767), Linné qui ne les a pas étudiés par lui-même les confond d'abord dans Systema naturae (Ed. X, 1758 et Ed XII, 1767) sous le terme trop imprécis de Chaos, en distinguant cependant le Volvox globator, puis en admettant un genre Vorticella.
En 1766, Pallas publie un ouvrage sur les zoophytes où il réunit seulement dans deux genres( Volvox et Brachionus) les animalcules microscopiques qu'il connait.
En 1769, Ellis décrit plusieurs infusoires sous le nom de Volvox (transactions philosophiques de Londres, 1769, mais c'est surtout le naturaliste danois Otto Friedrich Müller qui, après avoir travaillé sur une classification des vers marins et fluviatiles, tente de méthodiquement classer les infusoires selon la méthode linnéenne (grâce à un microscope composé).
Puis après l'apparition du microscope achromatique et sur la base des découvertes et hypothèse de Christian Gottfried Ehrenberg dès 1830, la classification et l'organisation des infusoires est précisée. Cette même année, Eichhorn - sans les classer (il se borne à leur donner des noms descriptifs en allemand) - en  décrit un nombre plus important que tous ses prédécesseurs. Il présente aussi dans ce groupe des organismes qui ne sont pas des infusoires.
En 1776, Spallanzani étudie plus spécifiquement quelques infusoires et les rotifères, et avec son ami Saussure publie quelques-unes de ses découvertes sur ces organismes.
En 1778, Gleichen s'y intéresse dans ses travaux sur la génération des êtres vivants, mais les décrit piètrement.
En 1782, Goeze et Bloch, séparément, en étudiant les vers intestinaux découvrent des infusoires vivant dans l'intestin des grenouilles.
En 1786, les derniers travaux de Müller sont publiés à titre posthume (notes mises en forme par Fabricius), mais incomplets et non révisés par l'auteur, mort avant d'avoir terminé ce travail. À cette époque, la classification des 379 espèces d'infusoires décrits par Müller, classés par lui en 17 genres est encore très imparfaite avec de nombreux doublons, des descriptions textuelles peu claires (mais appuyées sur des représentations graphiques de plus en plus précises), et des incertitudes taxonomiques pour environ la moitié des espèces alors décrites. Félix Dujardin admire son travail, mais lui reproche, comme à ses prédécesseurs, d'avoir encore confondu des « propagules d'algues, des Bacillaires, des Navicules, des Anguillules, des Distomes, de jeunes Alcyonelles, des lambeaux de branchies de mollusques » avec des infusoires et d'avoir plusieurs fois confondu des restes incomplets d'organismes, ou des états différents d'un même organisme avec une espèce en tant que telle.

### XIXesiècle
Cuvier, comme Linné s'est peu intéressé aux infusoires et à leur classification (il en a séparé en 1817, à tort selon... « les vraies Vorticelle qu'il plaçait dans son ordre des polypes gélatineux ; et il avait senti la nécessité de séparer les Systolides pourvus d'un intestin et d'organes compliqués, et les vrais Infusoires, "animaux à corps gélatineux de la plus extrême simplicité, sans viscères, et souvent même sans une apparence de bouche" ».
Lamarck, dans son Histoire des animaux sans vertèbres (1815-1819) conserve à tort une partie erronée de la classification de Müller ; tout en démembrant à raison plusieurs de ses genres dont celui des Vorticelles d'où il retira les Rotifères et les autres Systolides pour en faire son genre Furculaire ; mais « n'ayant point observé par lui-même, il laissa subsister dans les divers genres les autres rapprochements erronés de Müller, et même en ajouta de nouveaux dans son genre Furcocerque. Il plaça avec raison les Systolides dans une autre classe que les Infusoire‘s proprement dits, mais avec eux, il eut le tort de placer les Vorticelles parmi les Polypes ciliés » note Dujardin (1841).
En 1817, l'allemand Nitzsch améliore la connaissance des Navicules et des Cercaires qu’il démontre n’être pas de vrais Infusoires.
En 1825, Bory de Saint-Vincent, alors chargé de terminer la partie de l'Encyclopédie méthodique commencée par Bruguières, est invité à vérifier la classification des Infusoires (qu'il veut renommer des « Microscopiques » (...)« d’après cette considération que beaucoup d'entre eux vivent dans les eaux pures et non dans les infusions »).
Il subdivise à cette occasion les 17 genres établis par Müller en 99 genres, plus précis dont certains valent encore, mais dans sa classe des Microscopiques, « il laisse encore confondus les Systolides, et il en distrait les seules Vorticelles pédicellées qu’il reporte, avec les Navicules et les Lunulines, dans son règne psychodiaire ».
En 1827, dans une Encyclopédie allemande Nitzsch propose la création de nouveaux genres (« M. Dutrochet, en France, avait étudié les Rotifères et les Tubicolaires; M. Leclerc avait fait connaître les Difflugies; et Losana , en Italie , avait décrit des Amibes, des Kolpodes et des Cyclides dont il multipliait les espèces sans raison et sans mesure », selon Dujardin (1841)).
En 1830, Christian Gottfried Ehrenberg renomme ensuite le groupe des Infusoires en Polygastrica (car il estime - à tort - qu'ils ont une bouche et plusieurs estomacs), il en extrait les Systolides (qu’il nomme Rotatoria) mais conserve comme vrais Infusoires à la fois les Clostéries ou Lunulines, les Navicules et toutes les Diatomés et Desmidiées, ce qui lui permet de porter le nombre des Infusoires (ou polygastriques) à 533. Quelques auteurs et compilateurs reprennent cette nouvelle classification, mais elle est rapidement contestée.
Des botanistes allemands et français forcent à ensuite classer les Navicules et les Clostéries dans le règne végétal.
En 1841, le naturaliste Félix Dujardin publie une histoire naturelle des zoophytes incluant une description de la physiologie et une classification des infusoires, ainsi qu'une présentation de « la manière de les étudier à l'aide du microscope ».

### XXesiècleet taxonomie contemporaine
La classification en espèces du genre Paramecium est toujours en cours — par exemple,  P. aurelia a récemment été divisée en 14 espèces — mais la classification suivante est représentative :
- P. aurelia Ehrenberg, 1838 roah
- P. bursaria (Ehrenberg) Focker, 1830
- P. calkinsi Woodruff, 1921
- P. caudatum Ehrenberg, 1838
- P. duboscqui Chatton and Brachon, 1933
- P. jenningsi Diller & Earl, 1958
- P. multimicronucleatum Powers & Mitchell, 1910
- P. nephridiatum von Gelei, 1925
- P. polycaryum Woodruff, 1923
- P. putrinum Claparede & Lachmann, 1858
- P. trichium Stokes, 1885
- P. woodruffi Wenrich, 1928